# Corsiaceae
Famille
Classification APG III (2009)
La famille des Corsiacées regroupe des plantes monocotylédones. Selon Watson & Dallwitz elle comprend une dizaine d'espèces réparties en 2 ou 3 genres.
Ce sont des plantes herbacées saprophytes, à feuilles réduites à des écailles, pérennes, rhizomateuses ou tubéreuses, des régions subtropicales à tropicales. On les rencontre en Nouvelle-Guinée, en Australie, aux Îles Salomon et au Chili.

## Étymologie
Le nom vient du genre Corsia (en) qui a été donné en hommage au marquis Bardi Corsi Salviati (1844-1907) qui fonda une importante collection de plantes, dans les serres de son domaine de Florence (Italie), la Villa Corsi Salviati (it).

## Classification
La classification phylogénétique APG (1998) a situé cette famille à la base des monocotylédones. Aujourd'hui, la classification phylogénétique APG II (2003) et classification phylogénétique APG III (2009) la situent dans l'ordre Liliales. Selon le Angiosperm Phylogeny Website (8 novembre 2007) elle comprend 30 espèces réparties en 3 genres.

## Liste des genres
Selon World Checklist of Selected Plant Families (WCSP) (15 avr. 2010) :
- Arachnitis (en) Phil. (1864)
- Corsia (en) Becc. (1878)
- Corsiopsis (en) D.X.Zhang, R.M.K.Saunders & C.M.Hu (1999)

Selon Angiosperm Phylogeny Website (18 mai 2010) et DELTA Angio (15 avr. 2010) :
- Arachnitis Phil.
- Corsia Becc.

## Liste des espèces
Selon World Checklist of Selected Plant Families (WCSP) (15 avr. 2010) :
- genre Arachnitis Phil. (1864)
  - Arachnitis uniflora  Phil. (1864)
- genre Corsia Becc. (1878)
  - Corsia acuminata  L.O.Williams (1946)
  - Corsia arfakensis  Gibbs (1917)
  - Corsia boridiensis  P.Royen (1972)
  - Corsia brassii  P.Royen (1972)
  - Corsia clypeata  P.Royen (1972)
  - Corsia cordata  Schltr. (1912)
  - Corsia cornuta  P.Royen (1972)
  - Corsia crenata  J.J.Sm. (1914)
  - Corsia cyclopensis  P.Royen (1972)
  - Corsia haianjensis  P.Royen (1972)
  - Corsia huonensis  P.Royen (1972)
  - Corsia lamellata  Schltr. (1912)
  - Corsia merimantaensis  P.Royen (1972)
  - Corsia ornata  Becc. (1878)
  - Corsia papuana  P.Royen (1972)
  - Corsia purpurata  L.O.Williams (1946)
  - Corsia pyramidata  P.Royen (1972)
  - Corsia resiensis  P.Royen (1972)
  - Corsia torricellensis  Schltr. (1905)
  - Corsia triceratops  P.Royen (1972)
  - Corsia unguiculata  Schltr. (1905)
  - Corsia viridopurpurea  P.Royen (1972)
  - Corsia wubungu  P.Royen (1972)
- genre Corsiopsis D.X.Zhang, R.M.K.Saunders & C.M.Hu (1999)
  - Corsiopsis chinensis  D.X.Zhang, R.M.K.Saunders & C.M.Hu (1999)